# Noertzange vasútállomás
Noertzange vasútállomás Luxemburgban, Bettembourg településen található.

## Vasútvonalak
Az állomást az alábbi vasútvonalak érintik:
- Beetebuerg-Esch-Uelzecht-vasútvonal
- 6c-vasútvonal

## Kapcsolódó állomások
A vasútállomáshoz az alábbi állomások vannak a legközelebb:
- Schifflange vasútállomás (Esch-sur-Alzette vasútállomás, Beetebuerg-Esch-Uelzecht-vasútvonal)
- Kayl vasútállomás (Rumelange vasútállomás, 6c-vasútvonal)
- Bettembourg vasútállomás (Bettembourg vasútállomás, Beetebuerg-Esch-Uelzecht-vasútvonal)